# Chojnów
Chojnów (německy Haynau) je město v Polsku v Dolnoslezském vojvodství.

## Partnerská města
- Mnichovo Hradiště, Česko
- Commentry, Francie
- Egelsbach, Hesensko, Německo

## Rodáci
- Johann Wilhelm Ritter (1776–1810) – fyzik
- Theodor Bail (1833–1922) – botanik a mykolog
- Wilhelm Sander (1838–1922) – psychiatr
- Georg Michaelis (1857–1936) – říšský kancléř
- Paul Becker (1885– po roce 1938) – politik (SPD)
- Edith Jacobson (1897–1978) – lékařska a psychoanalytička
- Oswald Lange (1912–2000) – raketový vědec
- Hartmut Olejnik (* 1930) – zahradní architekt
- Horst Mahler (* 1936) – právník a politik